# Пожар в школе Маради
8 ноября 2021 года в городе Маради на юге Нигера загорелся класс в начальной школе. В результате пожара 26 детей погибли и более четырнадцати получили ранения.
По словам губернатора Маради Шаибу Абубакара, в результате пожара в трёх классах частной школы погибли дошкольники в возрасте от 5 до 6 лет. В результате инцидента пострадали четырнадцать школьников, пятеро из них находились в критическом состоянии. Абубакар объявил в городе трёхдневный траур. Причина возгорания не была установлена. Огонь стремительно распространился по зданию школы. Нигер — одна из беднейших стран мира, школьные здания обычно строятся из сорняков и соломы. 13 апреля 2021 года в результате пожара в школе в Ниамее погибли не менее 20 учеников.